# Insel Verlag
Insel Verlag este o editură germană, care a fost fondată în 1901, la doi ani după apariția revistei literar-artistice Die Insel, și a avut sediul inițial în Leipzig. Compania are sediul la Berlin din 2010, după ce a avut anterior sediul la Frankfurt pe Main și a menținut o filială în Leipzig.
Împreună cu compania afiliată Deutscher Klassiker Verlag afiliată din 1981, editura Insel aparține grupului Suhrkamp. Ca urmare a intrării în insolvență a editurii Suhrkamp Verlag, Insel Verlag a solicitat, de asemenea, pe 3 iunie 2013 intrarea în insolvență și a solicitat o administrare judiciară.

## Istoric

### Începutul: 1899- 1918
În 1899 Otto Julius Bierbaum, Alfred Walter Heymel și Rudolf Alexander Schröder au fondat revista lunară Die Insel. Broșura a fost proiectată de Georges Lemmen și urma să fie o contribuție originală la peisajul literar și artistic al Germaniei. Sigla editurii, o navă cu două catarge, a fost proiectat de Peter Behrens pentru revistă. Încă de la publicarea broșurii s-a pus un accent mare pe aspectul artistic, iar ilustratori precum Heinrich Vogeler și Emil Rudolf Weiß au fost cooptați în echipa artistică. Printre primele cărți ale noii edituri au fost volumul de poezii Dir de Heinrich Vogeler și volumul de proză Fritz Kochers Aufsätze de Robert Walser. De exemplu, Vogeler a ilustrat cartea Der Kaiser und die Hexe de Hugo von Hofmannsthal.
La 1 octombrie 1901 a fost fondată editura Insel Verlag ca o societate cu răspundere limitată cu sediul în Leipzig, sub conducerea lui Rudolf von Poellnitz. După moartea lui la 14 februarie 1905 Carl Ernst Poeschel a preluat temporar conducerea editurii ca director interimar și la 1 iulie 1905 i s-a asociat Anton Kippenberg. După ce Poeschel a părăsit Insel Verlag în septembrie 1906, Anton Kippenberg a continuat să conducă singur editura. El a fost susținut de soția sa, Katharina, care lucra în cadrul editurii și, în 1918, a devenit reprezentant autorizat. Nepotul său, Max Christian Wegner, a devenit, de asemenea, în anii 1920 reprezentant autorizat al editurii Insel, înainte de a se transfera în 1930 la Bernhard Tauchnitz Verlag. În 1906 Kippenberg a mutat sediul editurii pe Kurze Straße 7 (de la 1 aprilie 2001 Spohrstraße), în casa în care se născuse Poeschel.
Pe lângă scrierile unor autori contemporani (precum Stefan Zweig, Hugo von Hofmannsthal sau Albrecht Schaeffer), Insel a publicat numeroase cărți de literatură universală. Operele lui Heinrich Heine, Friedrich Hölderlin, Heinrich von Kleist și Charles Dickens au apărut chiar în ediții cu mai multe volume (Heine, zece volume: 1910-1920; Dickens, douăsprezece volume: 1910-1913). Primul său succes financiar a avut loc cu publicarea seriei Tausendundeine Nacht („O mie și una de nopți”), tradusă din engleză de Frederick Philip Grove, care a fost publicată în perioada 1907/1908 în douăsprezece volume.

### Perioada 1919-1940

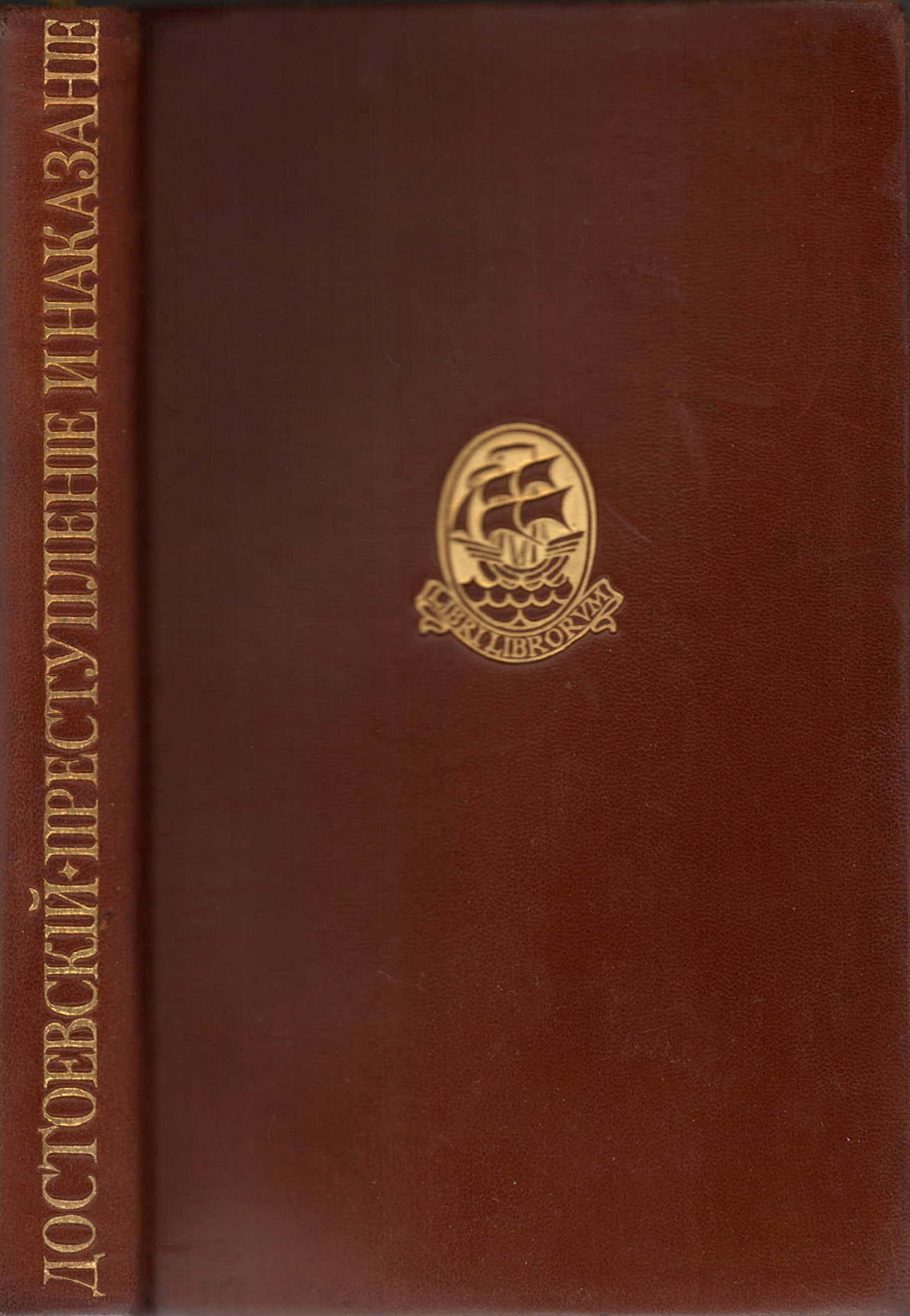
Dostoievski: Schuld und Sühne (Libri Librorum, 1921)

După sfârșitul Primului Război Mondial, în care editorul a fost încadrat în serviciul militar pe Frontul din Belgia, compania a avut o existență destul de grea. Pe măsură ce inflația a progresat, puterea de cumpărare a publicului a scăzut dramatic, iar circulația publicațiilor a scăzut rapid. Din 1919 până în 1927 Kippenberg a publicat colecția remarcabilă „Der Dom”, care conținea scrieri de mistică germană în 13 volume. De asemenea, în 1919 a apărut pentru prima dată revista Inselschiff, iar un an mai târziu a început editarea colecțiilor de literatură universală Bibliotheca Mundi (coordonată de Stefan Zweig), Libri Librorum și Pandora, care au conținut cele mai bune opere literare universale a „se unesc pentru a Orbis Literarum“ pentru a fi cele mai bune lucrări ale literaturii universale în original  ar trebui. În anii 1920 au fost publicate ediții în mai multe volume ale operelor lui Feodor Dostoievski (în traducerea lui Hermann Röhl), Stendhal (în traducerea lui Arthur Schurig și Otto von Taube), Lev Tolstoi, William Shakespeare, Theodor Storm și Rainer Maria Rilke, precum și operele complete ale lui Goethe, care au fost reeditate în șaptesprezece volume. Alți autori din acei ani au fost Georg Büchner, Émile Zola, William Butler Yeats, Ernst Penzoldt, Virginia Woolf și Paul Valéry.
Odată cu ascensiunea la putere a național-socialiștilor, aproximativ 30 de titluri editate de Insel au fost considerate nedorite și șterse din lista editurii. Cărțile unor autori evrei sau ale unor autori nepopulari din punct de vedere politic, precum Stefan Zweig sau Aldous Huxley, au fost interzise pentru publicare la mijlocul anilor 1930. Editura a supraviețuit în anii 1930 prin publicarea cărților unor scriitori clasici și unor scriitori contemporani neinterziși precum Hans Carossa, Edzard Schaper sau Reinhold Schneider.

### Divizarea editurii după cel de-al Doilea Război Mondial
În noaptea de 3 spre 4 decembrie 1943 clădirea editurii de pe Kurzen Straße 7 din Leipzig a fost complet distrusă într-un atac aerian. După încheierea războiului, pe fondul divizării Germaniei între puterile aliate, Kippenberg a fondat o filială vest-germană a editurii la Wiesbaden, care a fost condusă de vechiul său coleg Friedrich Michael.
După moartea lui Kippenberg la 21 septembrie 1950, la Lucerna, fiica sa, Bettina von Bomhard, și apoi sora ei mai mare, Jutta von Hesler, au continuat să conducă compania de la Wiesbaden.
În RDG, editura Insel Verlag Anton Kippenberg nu a fost niciodată naționalizată complet, acțiunile individuale fiind deținute de stat sau de organele administrative de stat. Până în 1960 sediul editurii Insel a fost în RDG, iar apoi a fost mutat în RFG. În 1977, Insel a fost unită cu editurile Gustav Kiepenheuer, Dieterich și Paul List în grupul editorial Kiepenheuer, al cărui director a fost din 1979 până în 1990 Roland Links. Editura a continuat să se concentreze în RDG, în ciuda neîncrederii inițiale a guvernului, asupra moștenirii umaniste. La început, au apărut din ce în ce mai multe cărți ale autorilor socialiști, dar la sfârșitul anilor 1960 lucrările publicate au respectat programul editorial stabilit de Kippenberg. Operele unor scriitori precum Ricarda Huch, Hugo von Hofmannsthal, Heinrich Boll, Oscar Wilde, Arthur Rimbaud, Paul Verlaine, Christian Morgenstern sau Virginia Woolf au fost mult timp disponibile în RDG doar în edițiile tipărite de Insel Verlag. Mai mult, editura a publicat noi ediții ale operelor literare germane mai vechi și noi traduceri ale operelor de bază ale literaturii mondiale.
În 1960 filiala vest-germană a fost desemnată sediul principal al editurii, iar administrația editurii s-a mutat la Frankfurt pe Main. În 1963 editura a fost preluată de Suhrkamp Verlag, căreia îi aparține și astăzi Insel Verlag. Conducerea editurii a fost preluată de editorul Suhrkamp, Siegfried Unseld. Fuziunea cu Suhrkamp i-a dat companiei un nou impuls economic.
Selecția titlurilor a respectat programul original al editurii și astfel au fost publicate ediții clasice în mai multe volume scrise de Lessing, Hölderlin, Schiller, Kleist sau E.T.A. Hoffmann. Printre autorii contemporani publicați se numără Reinhold Schneider, Erhart Kaestner, Marie Louise Kaschnitz, Hermann Lenz, Mircea Eliade și André Kaminski.
Siegfried Unseld a fondat în 1981 Deutscher Klassiker Verlag ca filială a editurilor Suhrkamp și Insel. Noua editură a pus accentul pe designul special al cărților, fiind selectate diferite materiale pentru copertă și pagini. Volumele au fost disponibile în șase nuanțe de albastru și conțineau o hârtie subțire confecționată special pentru bibliotecă, ca urmare a faptului că era rezistentă la îmbătrânire (Persia K). Începând de atunci, Deutscher Klassiker Verlag a publicat atât texte belletristice clasice, cât și scrieri istorice, filozofice și politice.

## Colecții de cărți
- Insel-Bücherei (din 1912, peste 2.000 de volume)
- Memoiren und Chroniken (1914–1924)
- Österreichische Bibliothek (1915–1917, 26 vol.)
- Der Dom. Bücher deutscher Mystiker (1919–1927, 13 vol.; ediție facsimil, 1980)
- serii originale scrise în limbi străine cu puține titluri scrise în limba germană (Orbis literarum):
  - Bibliotheca Mundi (1920–1923, 14 vol.) – opere alese ale unor autori importanți
  - Libri Librorum (1921–1942, 5 vol.) – opere individuale de dimensiuni mari din literatura universală
  - Reihe Pandora (1920–1921, 52 vol.) – poezie, proză și dramă, precum și scrieri mai mici despre politică, artă și cultură
- Deutsche Meister (1921–1934) – monografii despre arta germană și artiștii germani
- sammlung insel (1965–1969) – texte literare și științifice despre civilizația veche
- Bibliothek des Hauses Usher (1969–1975, 26 vol.) – literatură fantastică și stranie
- Phantastische Wirklichkeit (1971–1975, 15 vol.) – literatură științifico-fantastică internațională
- Insel-Taschenbücher (din 1972) – broșuri de toate genurile și din toate timpurile

## Legături externe
- Offizielle Internetpräsenz des Verlags
- Gesamtverzeichnis des Insel Verlages 2007/2008 einschließlich des Deutschen Klassiker Verlages (PDF-Datei; 1,1 MB).
- Aktuelles Programm des Insel Verlags (Verlagsanzeige)
- Liste mit zurückliegenden Programmvorschauen des Insel Verlags